# Referéndum sobre el Estatuto de Autonomía de Andalucía
El Referéndum sobre el Estatuto de Autonomía de Andalucía se celebró en la región española de Andalucía el 20 de octubre de 1981, con el objetivo de aprobar la propuesta del Estatuto de Autonomía de Andalucía.

## Historia
Los resultados manifiestan una más alta participación en las provincias en las que eran predominantes los partidos de izquierda.
Según Pilar Mellado Prado, profesora de Derecho Político, los políticos nacionales se comportaron con frialdad y apatía ante este referéndum y se centraron en las elecciones al parlamento gallego, que también tuvieron lugar este 20 de octubre. Los ciudadanos andaluces habían sido convocados a un referéndum para decidir sobre la autonomía el 28 de febrero de 1980 y la participación en esta ocasión fue más baja. El presidente de la Junta Preautonómica de Andalucía, Rafael Escuredo, recorrió las ocho provincias andaluzas pidiendo el voto a favor.
El estatuto fue aprobado en el referéndum con 2 172 577 votos a favor (de un total de 4 543 836 electores). Fue ratificado por el Congreso de los Diputados el 17 de diciembre de 1981 y por el Senado el 23 de diciembre. Fue  sancionado por el rey Juan Carlos I el 30 de diciembre. Fue publicado en el Boletín Oficial del Estado el 11 de enero de 1982.

## Resultados
| Provincia | Abstención % | Participación % | A favor % | En contra % | Nulos y en blanco % |
| --------- | ------------ | --------------- | --------- | ----------- | ------------------- |
| Almería   | 56,30        | 43,70           | 86,41     | 9,56        | 4,03                |
| Cádiz     | 49,50        | 50,50           | 91,30     | 4,90        | 3,79                |
| Córdoba   | 38,00        | 62,00           | 89,50     | 7,10        | 3,40                |
| Granada   | 48,62        | 51,38           | 87,11     | 9,07        | 3,90                |
| Huelva    | 47,30        | 52,70           | 90,87     | 4,59        | 3,83                |
| Jaén      | 41,97        | 58,03           | 85,94     | 10,33       | 3,60                |
| Málaga    | 48,16        | 51,84           | 89,29     | 7,04        | 3,59                |
| Sevilla   | 45,20        | 54,80           | 91,12     | 5,40        | 3,48                |